# Championnats d'Europe de slalom (canoë-kayak) 1996
Navigation
1998
Les championnats d'Europe de slalom de canoë-kayak 1996 se déroulent à Augsbourg (Allemagne) du 29 août au 1er septembre 1996.

## Résultats

### Hommes

#### Canoë
| Épreuve                     | Or | Or     | Argent | Argent | Bronze                                                                                    | Bronze |
| --------------------------- | --- | ------ | --- | ------ | ----------------------------------------------------------------------------------------- | ------ |
| Canoë monoplace             | Simon Hočevar (SVN)                                                                                     | 119.40 | Sören Kaufmann (GER) | 122.06 | Martin Lang (GER)                                                                         | 122.36 |
| Canoë monoplace par équipes | Allemagne Sören Kaufmann Martin Lang Vitus Husek                                                        | 143.44 | Tchéquie Pavel Janda David Jančar Lukáš Pollert                                                                              | 162.18 | Slovénie Dejan Stevanovič Simon Hočevar Sebastjan Linke                                   | 165.00 |
| Canoë biplace               | Suisse Peter Matti Ueli Matti                                                                           | 129.85 | Tchéquie Miroslav Šimek Jiří Rohan                                                                                           | 133.42 | Pologne Krzysztof Kołomański Michał Staniszewski                                          | 135.55 |
| Canoë biplace par équipes   | Allemagne André Ehrenberg & Michael Senft Rüdiger Hübbers & Udo Raumann Manfred Berro & Michael Trummer | 168.27 | Pologne Jarosław Nawrocki & Konrad Korzeniewski Andrzej Wójs & Sławomir Mordarski Krzysztof Kołomański & Michał Staniszewski | 177.02 | Slovaquie Ľuboš Šoška & Peter Šoška Milan Kubáň & Marián Olejník Roman Štrba & Roman Vajs | 177.96 |

#### Kayak
| Épreuve           | Or                                                     | Or     | Argent                                               | Argent | Bronze                                                   | Bronze |
| ----------------- | ------------------------------------------------------ | ------ | ---------------------------------------------------- | ------ | -------------------------------------------------------- | ------ |
| Kayak monoplace   | Ian Wiley (IRL)                                        | 111.46 | Miroslav Stanovský (SVK)                             | 116.45 | Jochen Lettmann (GER)                                    | 117.56 |
| Kayak par équipes | Allemagne Jochen Lettmann Thomas Becker Thomas Schmidt | 131.51 | Slovénie Miha Štricelj Andraž Vehovar Jure Pelegrini | 134.84 | Autriche Günter Martinsich Manuel Köhler Helmut Oblinger | 136.29 |

### Dames

#### Kayak
| Épreuve           | Or                                                            | Or     | Argent                                                         | Argent | Bronze                                                       | Bronze |
| ----------------- | ------------------------------------------------------------- | ------ | -------------------------------------------------------------- | ------ | ------------------------------------------------------------ | ------ |
| Kayak monoplace   | Marcela Sadilová (CZE)                                        | 131.22 | Štěpánka Hilgertová (CZE)                                      | 133.81 | Elena Kaliská (SVK)                                          | 135.89 |
| Kayak par équipes | Tchéquie Marcela Sadilová Štěpánka Hilgertová Irena Pavelková | 156.10 | Allemagne Kordula Striepecke Evi Huss Elisabeth Micheler-Jones | 174.09 | Italie Cristina Giai Pron Barbara Nadalin Lorenza Lazzarotto | 178.26 |

## Tableau des médailles
| Rang  | Nation    | Or | Argent | Bronze | Total |
| ----- | --------- | -- | ------ | ------ | ----- |
| 1     | Allemagne | 3  | 2      | 2      | 7     |
| 2     | Tchéquie  | 2  | 3      | 0      | 5     |
| 3     | Slovénie  | 1  | 1      | 1      | 3     |
| 4     | Irlande   | 1  | 0      | 0      | 1     |
| 4     | Suisse    | 1  | 0      | 0      | 1     |
| 6     | Slovaquie | 0  | 1      | 2      | 3     |
| 7     | Pologne   | 0  | 1      | 1      | 2     |
| 8     | Autriche  | 0  | 0      | 1      | 1     |
| 8     | Italie    | 0  | 0      | 1      | 1     |
| Total | Total     | 8  | 8      | 8      | 24    |